# 増山正弥
増山 正弥（ましやま まさみつ）は、江戸時代前期から中期にかけての大名。三河西尾藩2代藩主、常陸下館藩主。伊勢長島藩初代藩主。長島藩増山家2代。

## 生涯
承応2年（1653年）1月22日、那須資弥の長男として誕生した。幼名は仙福、通称は兵部。
寛文2年（1662年）9月22日、伯父の西尾藩主・増山正利が死去したため、その養子として跡を継ぎ、西尾藩主となる。同年9月26日、将軍徳川家綱に御目見する。詰衆に加えられる。寛文3年（1663年）7月11日に常陸下館藩に移封される。寛文4年12月28日（1665年）、従五位下・兵部少輔に叙任する。元禄元年（1688年）5月4日、詰衆から外れて、帝鑑間詰となる。元禄15年（1702年）9月1日に1万石加増の2万石で伊勢長島に移封された。
宝永元年（1704年）5月20日、江戸で死去。享年52。

## 系譜
父母
- 那須資弥（実父）
- 普明院、平岩氏（実母） - 側室
- 増山正利（養父）

正室、継室
- 長姫、依正院（正室） - 永井尚征の娘
- 栄寿院（継室）

側室
- 寿光院（杉浦氏）
- 栄心院（斎藤氏）
- 風間氏

子女
- 増山正任（長男） 生母は寿光院
- 増山正元
- 小出英庸
- 増山政照
- 安 - 松平乗興正室
- 照 - 遠藤胤親継室、のち平野長暁正室